# Robert Bringhurst
Robert Bringhurst   (Los Angeles, 16 d'octubre de 1946) és un escriptor, filòsof, historiador i tipògraf canadenc nascut als Estats Units. La seva més gran contribució ha estat en el terreny de la tipografia. El seu llibre The Elements of Typographic Style (Primera edició en anglès el 1992) es va convertir en molt poc temps en la «Bíblia» dels tipògrafs. Bringhurst fa una proposta de classificació en el seu llibre basada en criteris artístics i historiogràfics, fent correspondre les formes tipogràfiques als diferents moviments i corrents estètics de la Història de l'Art.
Així, estableix una classificació tipogràfica de la següent manera:
- Renaixentistes. Segles XV i XVI
- Barroques. Segle XVII
- Neoclàssiques. Segle XVIII
- Romàntiques. Segles XVIII i XIX
- Realistes. Segle XIX y començaments del XX
- Modernes geomètriques. Segle XX
- Modernes líriques. Segle XX
- Postmodernes. Segle XX i XXI

Dins d'aquesta classificació també distingeix la cursiva renaixentista, la lletra manierista, la lletra rococó, la lletra expressionista, així com diverses corrents dins del Postmodernisme.